# Oléoduc Portland-Montréal
L'oléoduc Portland-Montréal est un ensemble de conduites de transport de pétrole reliant South Portland (Maine, États-Unis) à Montréal (Québec, Canada).

## Historique

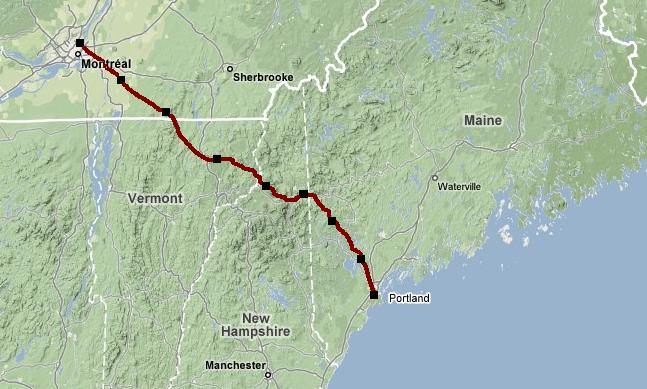
Tracé de l'oléoduc Portland-Montréal.

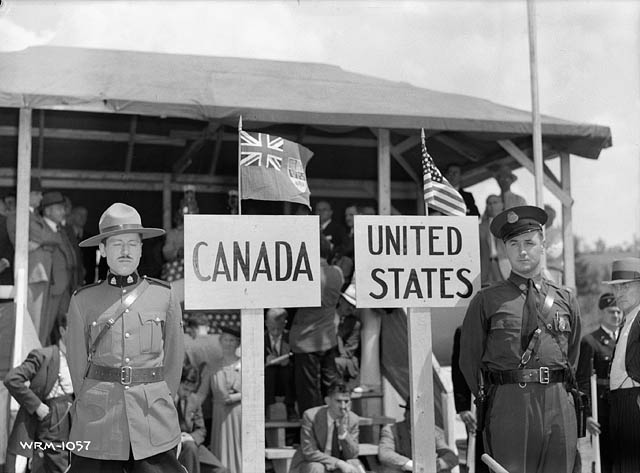
Un agent de la Gendarmerie royale du Canada et un membre de la Vermont State Police à la frontière lors de la cérémonie commémorant la jonction des oléoducs.

Le projet d'oléoduc remonte aux premières années de la Seconde Guerre mondiale, alors que les livraisons de pétrole au Canada étaient sérieusement entravées par la Kriegsmarine en raison de la bataille du Saint-Laurent et de la bataille de l'Atlantique. Afin de transporter le pétrole en toute sécurité, on a conçu le projet d'un oléoduc reliant le port de Portland (Maine) avec les raffineries de Montréal.
Le terminal maritime a été construit sur la rive sud de l'estuaire de la Fore, dans la ville de South Portland, en aval du pont du chemin de fer de la Portland Terminal Company au-dessus de la Fore. Le tracé principal de l'oléoduc a suivi la voie ferrée Portland-Montréal, qui était alors propriété du Canadien National (CN). Cette voie avait été construite dans les années 1850 par le Chemin de fer Saint-Laurent & Atlantique, qui a été achetée par la Compagnie de chemin de fer du Grand Tronc du Canada peu après sa construction. Cette compagnie ayant éprouvé des difficultés financières à la suite de la Première Guerre mondiale, elle fut nationalisée par le Gouvernement du Canada en 1923 et intégrée au CN.
La construction de l'oléoduc a été terminée en 1941 et l'acheminement du pétrole à Montréal par cette voie commença alors. L'oléoduc consistait originellement en trois conduites distinctes, posées sur le même tracé. Aujourd'hui, deux conduites seulement sont en usage, après avoir été rénovées. La troisième conduite, qui est plus petite, a été mise hors service en 1982. Depuis sa mise en service, cet oléoduc a acheminé plus de 640 000 000 m3 de pétrole aux raffineries de Montréal. C'est grâce à cet oléoduc que le port de Portland traite le plus grand volume de pétrole sur la côte est des États-Unis, vu que plus de 200 pétroliers y livrent du pétrole chaque année.

## Description
Le pétrole est transporté par pétrolier géant jusqu'à South Portland, deuxième port pétrolier de la côte est des États-Unis, où il est pompé dans un parc de stockage de 40 ha le long du quai. Ce parc compte 23 réservoirs et peut emmagasiner 560 000 m3 de pétrole. Le pétrole y est pompé dans les deux oléoducs, l'un de 460 mm de diamètre et l'autre de 610 mm. L'oléoduc s'étend sur une longueur de 380 km, à 91 cm sous terre. Plusieurs stations de pompage jalonnent le parcours. L'oléoduc traverse les montagnes du New Hampshire et du Vermont pour finalement arriver à Montréal et passer sous le Saint-Laurent. Il faut compter de 36 à 43 heures pour que le pétrole effectue le trajet de South Portland à Montréal.
La conduite hors service, de 300 mm de diamètre, a été remplie d'azote, un gaz inerte.

## Projet d'inversion
La compagnie Pipe-Lines Portland Montréal a annoncé en février 2008 qu'elle étudiait un projet d'extension et d'inversion du flot de cet oléoduc. L'exploitation du pétrole a connu un développement important dans l'Ouest canadien, surtout avec le pétrole extra-lourd des sables bitumineux de l'Athabasca. Selon les exploitants de cet oléoduc, ce projet ouvrirait le marché international aux compagnies pétrolières canadiennes. Il n'en coûterait que 100 millions de dollars pour effectuer les modifications nécessaires au pipeline et aux installations du terminal maritime.

### Le projet d'Enbridge
L'oléoduc Montréal-Portland serait alimenté grâce à une inversion du flot de la Ligne 9 d'Enbridge, qui achemine présentement le pétrole de Montréal à Sarnia (Ontario). Il faudrait adapter l'oléoduc à ce pétrole extra-lourd, qui arrive sous la forme de bitume dilué (dilbit), et porter la capacité à 300 000 bbl/j alors qu'elle est actuellement de 240 000 bbl/j.
Une fois à Montréal, le pétrole albertain alimenterait d'abord les raffineries locales. Une partie serait expédiée vers le terminal maritime de Portland, une autre à celui de la raffinerie Valero à Québec. On envisageait aussi la possibilité, en décembre 2012, qu'une partie soit aussi acheminée par rail de Québec à Saint-Jean (Nouveau-Brunswick)
Ce projet, qui coûterait 3,2 milliards de dollars, a été annoncé en mai 2012. Le gouvernement québécois a annoncé qu'il tiendrait des audiences sur le projet. Selon certains observateurs, l'issue de ces audiences sera positive, tant les bénéfices pour le Québec sont évidents. Toutefois, en octobre 2013, les audiences fédérales étaient presque terminées, alors que celles du Québec n'avaient toujours pas commencé.

### Aspects environnementaux
Des groupes écologiques s'opposent à ce projet, car il signifierait l'arrivée des sables bitumineux dans l'Est du continent. Une marche de sensibilisation a eu lieu sur une distance de 29 km le long de l'oléoduc, à partir de North Troy (Vermont), les 19 et 20 juillet 2013.
Le 21 juillet 2014, la municipalité de South-Portland vote un règlement interdisant le passage sur son territoire du pétrole en provenance des sables bitumineux.

## Sources
- « "Portland-Montreal Pipe Line Honored for Maritime Protection" »(Archive.org • Wikiwix • Archive.is • Google • Que faire ?), Association of Oil Pipe Lines/American Petroleum Institute, Dec. 2004.